# Böksholm
Böksholm är en småort delad mellan Drevs socken och Hornaryds socken i Växjö kommun, belägen cirka fyra kilometer nordväst om Braås som är postort.

## Historia
Ursprungligen var Böksholm en herrgård med ett järnbruk. 1901 lades driften om till att producera sulfitmassa. Sulfitfabriken lades ned 1979. Namnet bök kommer av det nordiska ordet böke eller boke och betyder bokträd.
Vid Böksholms säteri startade bergmästaren, sedermera bergsrådet, Erik Benzelstierna ett järnmanufakturverk år 1762, där det sedan 1742 funnits en masugn. År 1782 blev Böksholm ett järnbruk, Böksholms bruk. En grundförusättning var egendomens goda strömfall. På 1840-talet flyttades Braås järnbruk till Böksholm och i samband med detta uppfördes nya byggnader för såg, kvarn och spiksmedja. På 1870 års generalstabskarta finns kvarn och två sågverk markerade i Böksholm. Då järnbruket tvingades lägga ned på slutet av 1800-talet ställdes produktionen om till pappersmassefabrik. Från järnvägen Växjö-Åseda-Hultsfred anlades 1916 av sulfitfabriken ett stickspår för trafik mellan bruket och Braås station. Järnvägssträckan lades ned 1972. Dåvarande ägaren Södra skogsägarna lade ned sulfitfabriken 1979 och sprängde huvuddelen av byggnaderna 1982.
Böksholms kvarn byggdes på 1940-talet om till biograf/samlingslokal och bevarar inte längre någon kvarninteriör. Kraftverket uppfördes på 1940-talet. Sågen är egentligen ingen såg, utan en spiksmedja som ombyggdes till såg. Därefter har den använts som magasin och ingen utrustning finns längre kvar i byggnaden. År 2015 fördubblades nästan antalet invånare i Böksholm när det på tre dagar kom 75 flyktingar.

### Befolkningsutveckling
| Befolkningsutvecklingen i Böksholm/Del av Böksholm 1950–2015 | Befolkningsutvecklingen i Böksholm/Del av Böksholm 1950–2015 | Befolkningsutvecklingen i Böksholm/Del av Böksholm 1950–2015 | Befolkningsutvecklingen i Böksholm/Del av Böksholm 1950–2015 | Befolkningsutvecklingen i Böksholm/Del av Böksholm 1950–2015 |
| ------------------------------------------------------------ | ------------------------------------------------------------ | ------------------------------------------------------------ | ------------------------------------------------------------ | ------------------------------------------------------------ |
|                                                              |                                                              |                                                              |                                                              |                                                              |
| År                                                           |                                                              |                                                              | Folkmängd                                                    | Areal (ha)                                                   |
| 1950                                                         | 1950                                                         |                                                              | 298                                                          |                                                              |
| 1960                                                         | 1960                                                         |                                                              | 257                                                          |                                                              |
| 1965                                                         | 1965                                                         |                                                              | 276                                                          |                                                              |
| 1970                                                         | 1970                                                         |                                                              | 223                                                          |                                                              |
| 1990                                                         | 1990                                                         |                                                              | 81                                                           | 12#                                                          |
| 1995                                                         | 1995                                                         |                                                              | 83                                                           | 14#                                                          |
| 2000                                                         | 2000                                                         |                                                              | 74                                                           | 15#                                                          |
| 2005                                                         | 2005                                                         |                                                              | 61                                                           | 15#                                                          |
| 2010                                                         | 2010                                                         |                                                              | 70                                                           | 15#                                                          |
| 2015                                                         | 2015                                                         |                                                              | 66                                                           | 16#                                                          |
| Anm.: Upphörde som tätort 1975. # Som småort.                |                                                              |                                                              |                                                              |                                                              |

## Historiska personer med koppling till orten
- Erik Benzelstierna (1705–1767), ämbetsman i bergsindustrin
- Gustaf Hamilton (1778–1854), greve, hovmarskalk
- Adam Vilhelm Rappe (1750–1819), friherre, brukspatron